# Иванников, Александр Геннадьевич
Александр Геннадьевич Ива́нников (28 марта 1955, Ростов-на-Дону — 9 октября 2013, Ростов-на-Дону) — российский поэт.

## Биография
Родился в Ростове-на-Дону 28 марта 1955 в семье научных работников. Мать и отец расстались в его младенчестве. 
В 1972 поступил на дневное отделение биологического факультета РГУ (ЮФУ). Специализировался по энтомологии. Ушёл из университета после 3-го курса по этическим убеждениям, протестуя против некорректных опытов над животными в ходе учебного процесса. Через несколько лет вопрос об использовании животных в учебном процессе был законодательно отрегулирован. 
Работал: в зоопарке уборщиком, в трамвайно-троллейбусном депо электромонтёром, на заводе лёгких заполнителей в отделе снабжения, в НИИМиПМ лаборантом, дворником, оператором на кожзаводе, санитаром в заражённом виварии Облветлаборатории.
Стихи начал писать в юности. В 1970-80-х годах Александр Иванников входил в круг ростовских, так называемых, «поэтов-диссидентов»: Леонид Григорьян, Леопольд Эпштейн, Наум Ним, Леонид Струков, Александр Брунько, Татьяна Крещенская (Журавлева), Гарик Бедовой, Марина Перевозкина и др. Из московских литераторов поддерживал дружеские отношения с Юнной Мориц, Михаилом Эпштейном, Леонидом Костюковым, Виктором Качалиным. Сам себя относил к андеграунду 70-80-х. Ни в каких творческих обществах и союзах не состоял.
Выступал по приглашению в Донской публичной библиотеке, в читальных залах научной библиотеки РГУ (ЮФУ) и других городских библиотеках, на вечерах любителей книги, в институтах,на вечерах поэзии в Ростовском театре драмы им.М.Горького и Ростовском ТЮЗе (РАМТ), в Доме кино и Доме учителя. Регулярно контактировал с литкругами Питера и Москвы. Участвовал в столичных и региональных семинарах, поэтических чтениях,  поэтических фестивалях.
При жизни Александра Иванникова были изданы книги «Прообраз» (Ростов-на-Дону, 1998), «Обратная перспектива» (Ростов-на-Дону, 1998), «Освобождение слова» верлибры  (Ростов-на-Дону, 2002). 
Стихи Александра Иванникова печатались в московских антологиях «Час России» (М., Современник, 1988), «Антология русского верлибра» (М., Прометей, 1991), в коллективном сборнике «Ростовское время» (1988), в коллективном трёхтомнике «Ростовская Лира» (2007-2009), в журналах «Дети РА», «Дон», «Ковчег» (Ростов-на-Дону, 2005-2008, 2012), «Футурум-арт», в книге верлибров трех авторов «Фрески смутного времени» (Ростов-на-Дону, 2005). 
Был женат с 1974-го на Татьяне Ивановне Журавлёвой (российский поэт Татьяна Крещенская), жил в Ростове-на-Дону. Умер 9 октября 2013 года от онкологического абдоминального заболевания.
После смерти Александра Иванникова был издан двухтомник избранных стихов «Ареал кириллик» в последней авторской редакции, а также трёхтомник стихов «AD HONORES» в последней редакции автора, «Избранное» (проза, переводы, переложения, письма) и «Живые заметки». Были напечатаны стихи в журнале "Ковчег"(2015, Ростов-на-Дону) и альманахе «45-я параллель».

## Книги
- «Прообраз» (Ростов-на-Дону, 1998).
- «Обратная перспектива» (Ростов-на-Дону, 1998).
- «Освобождение слова» (Ростов-на-Дону, 2002).
- «Ареал Кириллик» (Ростов-на-Дону, 2013)[1].
- «AD HONORES» (Ростов-на-Дону, 2014).
- «Избранное» (проза, переводы, переложения, письма) (Ростов-на-Дону, 2014).
- «Живые заметки» (Ростов-на-Дону, 2015).

## Семья
- Алейникова, Татьяна Вениаминовна (1931) — мать, российский ученый, нейрофизиолог, психофизиолог, психоаналитик, доктор биологических наук, профессор[2].
- Иванников, Геннадий Иванович (1930) — отец, биолог.
- Журавлева, Татьяна Ивановна (1951) — жена, российский поэт Татьяна Крещенская.